# Hanami – Kwiat wiśni
Hanami – Kwiat wiśni (niem. Kirschblüten – Hanami) – niemiecki melodramat z 2008 roku w reżyserii Doris Dörrie.
Był to najbardziej osobisty film w karierze reżyserki, gdyż poświęciła go tragicznie zmarłemu mężowi. W obrazie tym widać również fascynację Dörrie, która prywatnie jest buddystką, wobec kultury Dalekiego Wschodu, a zwłaszcza tańca butō.

## Fabuła
Nagła śmierć żony sprawia, że Rudi, który sam jest śmiertelnie chory, zaczyna przewartościowywać swoje życie. Trzymając się z dala od dorosłych już dzieci, zdaje sobie sprawę, że stracił właśnie najbliższą mu osobę, której przez większość czasu podcinał skrzydła. Mężczyzna postanawia spędzić ostatnie tygodnie swego życia, spełniając marzenia swojej żony o wyjeździe do Japonii i zachłyśnięciu się tamtejszą kulturą.

## Obsada
- Elmar Wepper – Rudi Angermeier
- Hannelore Elsner – Trudi Angermeier
- Aya Irizuki – Yu
- Maximilian Brückner – Karl Angermeier
- Nadja Uhl – Franzi
- Birgit Minichmayr – Karolin Angermeier
- Felix Eitner – Klaus Angermeier
- Floriane Daniel – Emma Angermeier
- Celine Tanneberger – Celine Angermeier
- Robert Döhlert – Robert Angermeier
- Tadashi Endo – tancerz butō
- Sarah Camp – rzeźnik

## Produkcja
Zdjęcia realizowane były na terenie Niemiec (Berlin, region Allgäu w Bawarii) oraz Japonii (Tokio, góra Fudżi w prefekturze Shizuoka).